# The Best of Mercyful Fate
The Best of Mercyful Fate to składanka duńskiej grupy heavymetalowej Mercyful Fate. Wydana w 2003 roku przez Roadrunner Records. Zawiera utwory z płyt The Beginning, Melissa, Don't Break the Oath oraz Return of the Vampire.

## Lista utworów
1. Doomed by the Living Dead - 5:07
2. A Corpse Without a Soul - 6:52
3. Nuns Have No Fun - 4:17
4. Evil - 4:42
5. Curse of the Pharaohs - 3:54
6. Into the Coven - 5:07
7. Black Funeral - 2:47
8. Satan's Fall - 11:20
9. A Dangerous Meeting - 5:10
10. Desecration of Souls - 4:54
11. Gypsy - 3:08
12. Come to the Sabbath - 5:19
13. Burning the Cross - 8:49
14. Return of the Vampire - 4:50